# ده‌نو (شیراز)
روستای دِهنو (قوام) جز دهستان بیدزرد است که در کیلومتر ۱۵ اتوبان شیراز کوار بعد از ایستگاه برق دهنو واقع شده است که یکی از قدیمی‌ترین روستاهای استان فارس است و نزدیک‌ترین روستا در  حومه شیراز است منطقه دهنو به دلیل فاصله نزدیک به کلانشهر شیراز مورد توجه برای احداث باغ و تالار مجالس عروسی قرار گرفته و در حال حاضر بیش از سی تالار مجالس در منطقه دهنو فعال می‌باشد. 
منطقه دهنو به دلیل همسایگی با شهرک نمایشگاهی ماشین، پلیس راه و شهرک صنعتی، منطقه‌ای مناسب برای احداث کارگاه‌های تولیدی و صنعتی و خدمات ماشین سنگین می‌باشد. این منطقه دارای بیش از سه هزار باغ شهری تفریحی، دو عدد پمپ بنزین، مجتمع گوشت شیراز، بیش از صدها کارخانه و کارگاه تولیدی، گاوداری‌های صنعتی، چندین گلخانه می‌باشد. می‌توان گفت منطقه دهنو به دلیل موقعیت استراتژیک نزدیکی به کلانشهر شیراز و همچنین عبور جاده‌ بین‌المللی به مناطق جنوبی کشور علی‌الخصوص جاده منتهی به میدان گازی پارس جنوبی و عسلویه مورد توجه سرمایه‌گذران آینده‌نگر قرار گرفته و در حال حاضر شاهد حضور تعداد زیادی کسبه از قبیل رستوران و خدمات خودرویی در اتوبان اصلی و فرعی های منتهی به این اتوبان هستیم.
مردم این روستا به زبان فارسی و لهجه شیرازی قدیمی صحبت می‌کنند و اطلاحاتی که در لهجه شیرازی به فراموشی سپرده شده را در محاوره‌های روزمره استفاده می‌کنند. این روستای بزرگ که تاریخی چند صد ساله داره از ابتدا محصور بوده و با دیوارهای بلند و تعداد شش عدد برج و دیوار خاکی بلند محافظت می‌شده اما پس از پیشرفت توسعه یافته و هم اکنون بیش از چهار برابر دوران قدیم خود است.

### حواشی
در این روستا قیمت خانه به طور باورنکردنی گران است ویک خانه ممکن است از یک میلیارد تومان تا شش میلیارد به نسبت امکانات قیمت داشته باشد که به نسبت گران است
البته علت این گرانی فاصله ی بسیار کم این روستا به کلان شهر شیراز میباشد
به دلیل نزدیکی روستای دهنو قره باغ به شیراز، بسیاری از مردم به علت عدم توانایی در خریدن خانه در شیراز، شانس خود را برای خانه دار شدن در این روستا امتحان می‌کنند 
زمین مسکونی هم میتواند از متری ششصدهزار تومان تا متری چند میلیون تومان باشد که به نسبت از بسیاری از شهرستانهای استان هم گران‌تر است
این روستا به علت نداشتن مدرسه دوره متوسطه در مذیقه هست و همین امر حتی یا وجود جمعیت چند هزار نفری باعث عدم تحصیل مناسب بخصوص در میان دختران شده است

## جمعیت
بر اساس آمار خانه بهداشت دهستان بیدزرد جمعیت این روستا ۳۰۱۰ نفر می‌باشد.